# Vanja Lisak
Ivan Vanja Lisak (Zagreb, 23. studenoga 1941. – Pirovac, 2. srpnja 2015.) bio je hrvatski pijanist, skladatelj i glazbeni producent.

## Životopis
Vanja Lisak rođen je 1941. godine. U rodnom je Zagrebu 1964. diplomirao na Pedagoškoj, a 1968. i na Muzičkoj akademiji. Potom je započeo karijeru na tadašnjem Radio Zagrebu (današnji Hrvatski radio), gdje je najprije bio angažiran kao pijanist Zabavnog orkestra Radio Zagreba (od 1964. do 1968.) a zatim i kao urednik i glazbeni producent u tadašnjoj Muzičkoj proizvodnji (od 1969. do 1996.). Zaslužan je za ostvarenje više od 4.000 glazbenih snimki pohranjenih u fono-arhivu Hrvatskoga radija.
Od ranih je 1960-ih godina bio istaknuti sudionik hrvatske glazbene scene, posebice popularne glazbe i jazza. Kao pijanist djelovao je u različitim instrumentalnim sastavima te surađivao s mnogim istaknutim vokalnim i instrumentalnim solistima. Bio je cijenjen kao iznimno pouzdan i inspirativan korepetitor kojega su kao glazbenog partnera rado birali mnogi pjevači zabavnoglazbene scene – primjerice Zdenka Kovačiček, Radojka Šverko, Stjepan Jimmy Stanić i Zvonko Špišić, ali i istaknuti hrvatski jazzisti poput Miroslava Sedaka-Benčića, Damira Dičića, Vladimira Bolčevića, Zvonimira Makara, Ladislava Fidrija i drugih.
Osobito je značajno Lisakovo djelovanje na glazbenim festivalima, posebice na Zagrebačkom festivalu zabavne glazbe, čijim je ravnateljem bio u dva mandata: od 1975. do 1979. i od 2001. do 2005. godine. Objavio je 12 LP-albuma, a diskografska kuća Croatia Records objavila je i dva CD-a – »Nostalgija« i »Zlatni hitovi 8« – na kojima je također trajno zabilježeno njegovo sviračko i aranžersko umijeće.
Vanja Lisak bio je redovni član Hrvatskog društva skladatelja i Hrvatske glazbene unije. Autor je skladbi različitih glazbenih izražaja: jazz-tema, zabavnih melodija, kajkavskih popevki te glazbe za radio i televiziju.

## Diskografija (izbor)
- 1994. – »Drvo u dvorištu« (Instrumental, vol. 1), Dinaton, MC-016[7]
- 1999. – »Nostalgija« (Vanja Lisak & Friends), Croatia Records, CD 5256649[3][8]
- 2000. – »Zlatni hitovi 8« (Orkestar Vanje Lisaka), Croatia Records[4][9]

## Vanjske poveznice
- Hrvatsko društvo skladatelja: Lisak, Ivan Vanja
- HDS ZAMP: Ivan Vanja Lisak (popis djela)
- Discogs.com – Ivan Vanja Lisak
- Discogs.com – Vanja Lisak & Friends